# Славейкова къща (Трявна)
Славейковата къща в Трявна е възрожденска къща от първата половина на XIX век, принадлежаща на семейството на Петко Славейков. Обявена е за паметник на културата.
Къщата е образец на късната тревненска старопланинска къща. В каменното ѝ приземие е разположен дюкян със склад, а към двора – жилищни помещения. Фасадите на къщата са измазани в бяло и са рамкирани с дървени летви. Прозорците са с характерни дървени рамки. Етажът е изграден с паянтова конструкция. Към двора е разположен открит чардак, до който се достига по еднораменна дървена стълба. Жилищното помещение е ъглово огнище. Художествените детайли са дело на художници от Тревненската художествена школа. В къщата е разположена музейна експозиция за живота на Петко и Пенчо Славейкови.